# Rèquiem (Bruneau)
El Rèquiem d'Alfred Bruneau per a soprano, mezzosoprano, tenor, baix, cor mixt (SATB) i orquestra, va ser compost entre 1884 i 1888. Està dedicat a la memòria dels seus pares. Es va estrenar el 25 de febrer de 1896 al Queen's Hall de Londres pel London Bach Choir dirigits per Charles Villiers Stanford.

## Origen i context
Alfred Bruneau va estudiar al Conservatori de París sota la tutela de Massenet i Franck. Va ser reconegut en la seva època per crear una sèrie d'òperes amb llibrets naturalistes d'Émile Zola, moviment que va exercir una influència notable en l'òpera francesa, similar a l'impacte del moviment verista a Itàlia. Va començar a compondre el seu Rèquiem, l'única partitura de Bruneau inspirada en la religió, el 1884. Era l'inici de la seva trajectòria, abans d'estrenar la primera òpera, Kérim (1887). Per a aquesta obra, Bruneau es va inspirar en pintures exposades al Museu del Louvre a París.

## Representacions
El Rèquiem va haver d'esperar fins al 25 de febrer de 1896 per a la seva primera actuació feta al Queen's Hall de Londres pel London Bach Choir sota la batuta de Charles Villiers Stanford. La crítica el va descriure com una de les fites més memorables de la temporada.

## Anàlisi musical
Cronològicament, el Rèquiem de Bruneau se situa entre el de Saint-Saëns (1878) i el de Gounod (1893) i precedeix la seva primera òpera, Kérim (1887), cosa que el converteix en la seva primera obra important. És natural que es percebin semblances amb el temperament general del Rèquiem de Saint-Saëns i la Messa da Requiem de Verdi, representada per primera vegada el 1874, dues obres que Bruneau sens dubte coneixia.
El Rèquiem d'Alfred Bruneau reflecteix la seva formació amb Massenet i el seu instint operístic. Presenta influències de Berlioz, especialment en passatges teatrals com el Dies irae i el Tuba mirum, mentre que seccions més líriques, com el Quid sum miser o el Rex tremendae, poden semblar serenes o excessivament dolces. La seva orquestració és rica i efectiva, amb harmonies cromàtiques i un esquema dramàtic capaç de commoure.